# Robert Engel Machol
Robert Engel Machol (1917 - 12 november 1998) was een Amerikaans pionier op het gebied van de operations research en de systeemkunde. Machol studeerde aan de Harvard-universiteit en promoveerde aan de Universiteit van Michigan en werkte later aan de Northwestern-universiteit. Hij is bekend van het System Engineering Handbook, geschreven met Harry H. Goode.